# Latina (municipi italià)
Latina és un municipi italià a la regió del Laci i capital de la província de Latina. L'any 2006 tenia 113.925 habitants.